# Arnold Gjergjaj
Arnold Gjergjaj (* 8. Oktober 1984 in Djakovica, SFR Jugoslawien, heute Gjakova, Kosovo) ist ein in der Schweiz lebender ehemaliger Profiboxer, der Schwergewichts-Weltmeister der World Boxing Federation war.

## Biografie
Als 14-Jähriger kam Arnold Gjergjaj mit seiner Familie von Gjakova, Kosovo in die Schweiz. In Pratteln, Kanton Basel-Landschaft, schloss er die Schule ab und absolvierte eine Lehre als Heizungsmonteur. Er ist der erfolgreichste Schwergewichtsboxer, der je unter Schweizer Lizenz boxte. Gjergjaj ist seit August 2014 verheiratet und lebt mit seiner Frau Marta und seinem Sohn (* 2017) in Pratteln. Für seine herausragenden sportlichen Leistungen und sein Engagement für die lokale Jugendarbeit wurde er am 23. Mai 2014 von der Einwohner- und Bürgergemeinde Pratteln mit dem «Prattler Stern 2014» ausgezeichnet.
An seinem Wohnort eröffnete Gjergjaj am 23. Januar 2016 seinen Boxclub «Arnold Boxfit». Ausserdem ist er Tankstellenbesitzer und als Motivationscoach tätig.

## Boxkarriere
Arnold Gjergjaj begann als Kind mit Ringen. Nachher wechselte er zum Kickboxen und landete beim Boxen. Als dreifacher Amateur-Schweizer-Meister wechselte er mit 25 Jahren 2009 ins Profilager. In seiner Profi-Karriere hat «the Cobra» 41 Kämpfe bestritten, wovon er 38 gewann (30 K.-o.-Siege). Sein boxerisches Vorbild ist der britische Ex-Weltmeister Lennox Lewis.
Lange war Mentor Angelo Gallina gleichzeitig Manager und Trainer von Gjergjaj, danach wurde «the Cobra» aber von Beat Ruckli trainiert. Sparring-Partner fand Gjergjaj in der Schweiz kaum, daher trainierte er in der immer wieder mit der Welt-Elite, wie etwa mit Wladimir Klitschko oder Tyson Fury. Auch absolvierte er Trainingseinheiten unter der mittlerweile verstorbenen Boxtrainer-Legende Fritz Sdunek. Obschon er grosse Angst vor Schlangen hat, lautete sein Kampfname «the Cobra». Das kommt daher, dass die Giftschlange fast genauso schnell zubeisst, wie Gjergjaj zuschlägt: mit knapp 45 km/h. 
Am 4. Oktober 2014 gewann er in der St. Jakobshalle in Basel die Schwergewichts-Europameisterschaft (Version EBU-EE). Damit war Gjergjaj (196 cm/106 kg) in dieser Gewichtsklasse der erste Titelträger überhaupt, der unter Schweizer Boxlizenz kämpft. Dass Arnold Gjergjaj nicht nur austeilen kann, sondern auch über Nehmerqualitäten verfügt, bewies er bei seiner ersten Titelverteidigung gegen Denis Bakhtov. Trotz gedoptem Gegner (Bakhtov wurde nachträglich gesperrt), gebrochener Hand (4. Runde) und gerissenem Trommelfell (5. Runde) siegte er einstimmig nach Punkten.
Den Kampf gegen den früheren Weltmeister David Haye am 21. Mai 2016 in London verlor er durch technischen K. o. in der zweiten Runde, nachdem er bereits in der ersten Runde zweimal zu Boden gegangen war. Damit erlitt er in seinem 30. Kampf als Profi seine erste Niederlage. Eine weitere Niederlage folgte am 9. Dezember 2017 in seinem 32. Kampf gegen den wenig bekannten irischen Boxer Sean Turner, diesmal durch technischen K. o. in der achten Runde. Die dritte Niederlage erlitt Arnold Gjergjaj am 19. April 2019 in Istanbul. Er verlor den Titelkampf um den EBU External Heavyweight Title gegen den türkischen Boxer Umut Camkiran nach einem umstrittenen Punktentscheid.
Am 25. März 2023 holte sich Arnold Gjergjaj nach einem K.-o.-Sieg in der zweiten Runde gegen den Deutschen Dominic Vial den Intercontinental-Gürtel der World Boxing Federation im Schwergewicht. Am 24. Juni 2023 verteidigte er den Titel gegen den Letten Kristaps Zutis erfolgreich.
Am 2. September 2023 krönte sich Arnold Gjergjaj zum Weltmeister der World Boxing Federation, als er trotz gebrochener Rippe gegen den Belgier Bilal Laggoune mit 2:1 Richterstimmen nach Punkten (113:115, 115:113, 115:113) gewann.
Am 23. November 2024 hätte Arnold Gjergjaj in Heidelberg um den prestigeträchtigen Schwergewichts-Titel in der EBU gegen den bis dato unbesiegten Ukrainer Oleksander Zakhozhyi kämpfen sollen, verletzte sich aber kurz davor und musste den Kampf absagen. Zu einer Neuansetzung kam es nicht mehr: am 18. Februar 2025 erklärte er seinen Rücktritt vom professionellen Boxen.
Arnold Gjergjajs beste Klassierung in der Schwergewichts-Weltrangliste der unabhängigen Plattform BoxRec war Rang 18 im Mai 2016.

## Liste der Profikämpfe
| Datum              | Ort          | Gegner                    | Resultat                  |
| ------------------ | ------------ | ------------------------- | ------------------------- |
| 27. April 2024     | Basel        | Dennis Lewandowski        | Punktsieg                 |
| 2. September 2023  | Riehen       | Bilal Laggoune            | Punktsieg                 |
| 24. Juni 2023      | Basel        | Kristaps Zutis            | Sieg / KO 4. Runde        |
| 25. März 2023      | Basel        | Dominic Vial              | Sieg / KO 2. Runde        |
| 10. Juni 2022      | Uster        | Tomislav Sentic           | Sieg / KO 1. Runde        |
| 25. Mai 2019       | Kirchberg    | Elvis Moyo                | Punktsieg                 |
| 19. April 2019     | Istanbul     | Umut Camkiran             | Niederlage nach Punkten   |
| 15. Dezember 2018  | Basel        | Mirko Tintor              | Sieg / KO 4. Runde        |
| 1. September 2018  | Pratteln     | Gogita Gorgiladze         | Sieg / KO 2. Runde        |
| 9. Dezember 2017   | Basel        | Sean Turner               | Niederlage / TKO 8. Runde |
| 17. Dezember 2016  | Basel        | Jasmin Hasic              | Sieg / TKO 5. Runde       |
| 21. Mai 2016       | London       | David Haye                | Niederlage / TKO 2. Runde |
| 5. Dezember 2015   | Spreitenbach | Marino Goles              | Sieg / KO 1. Runde        |
| 6. Juni 2015       | Basel        | Denis Bakhtov             | Punktsieg                 |
| 27. Februar 2015   | Basel        | Zoltan Csala              | Punktsieg                 |
| 4. Oktober 2014    | Basel        | Adnan Redžović            | Sieg / KO 9. Runde        |
| 9. Juni 2014       | Burgdorf     | Tibor Balogh              | Sieg / KO 2. Runde        |
| 15. März 2014      | Basel        | Emilio Ezequiel Zarate    | Sieg / KO 7. Runde        |
| 26. Dezember 2013  | Bern         | Gilberto Matheus Domingos | Sieg / KO 1. Runde        |
| 11. Mai 2013       | Basel        | Nelson Dario Dominguez    | Sieg / KO 3. Runde        |
| 23. März 2013      | Basel        | Janne Katajisto           | Sieg / KO 3. Runde        |
| 26. Dezember 2012  | Bern         | Youri Bihoutseu           | Sieg / TKO 3. Runde       |
| 1. Dezember 2012   | Basel        | Maksym Pedyura            | Sieg / TKO 2. Runde       |
| 20. Oktober 2012   | Basel        | Mateusz Malujda           | Sieg / TKO 1. Runde       |
| 15. September 2012 | Basel        | Alexander Kahl            | Sieg / KO 1. Runde        |
| 14. April 2012     | Basel        | Adnan Buharalija          | Sieg / TKO 3. Runde       |
| 17. Dezember 2011  | Basel        | Prince Anthony Ikeji      | Sieg / KO 2. Runde        |
| 12. November 2011  | Szekszárd    | Laszlo Toth               | Sieg / KO 3. Runde        |
| 1. Oktober 2011    | Gebenstorf   | Gabor Farkas              | Punktsieg                 |
| 20. August 2011    | Bern         | Ferenc Zsalek             | Sieg durch DQ             |
| 28. Mai 2011       | Bad Ragaz    | Igor Borucha              | Punktsieg                 |
| 7. Mai 2011        | Lausanne     | Liviu Ungureanu           | Sieg / TKO 3. Runde       |
| 5. Februar 2011    | Frenkendorf  | Pavels Dolgovs            | Punktsieg                 |
| 18. Dezember 2010  | Basel        | Tomasz Zeprzalka          | Sieg / TKO 5. Runde       |
| 18. Juli 2010      | Basel        | Dimitar Stoimenov         | Punktsieg                 |
| 29. Mai 2010       | Bern         | Gabor Farkas              | Sieg / TKO 3. Runde       |
| 17. April 2010     | Basel        | Norbert Sallaj            | Sieg / TKO 4. Runde       |
| 26. März 2010      | Ascona       | Yavor Marinchev           | Punktsieg                 |
| 19. Dezember 2009  | Basel        | Sandor Balogh             | Sieg / TKO 6. Runde       |
| 5. Dezember 2009   | Kirchberg    | Zoltan Huffner            | Sieg / KO 1. Runde        |
| 29. August 2009    | Augst        | Dariusz Balla             | Sieg / TKO 2. Runde       |

## Soziales Engagement
Arnold Gjergjaj engagiert sich u. a. für das entwicklungspolitische Hilfswerk Terre des Hommes Schweiz und die Jugendarbeit in seinem Heimatort Pratteln.